# Flora of China
Flora of China (abreviado Fl. China) es un libro con ilustraciones y descripciones botánicas que fue escrito conjuntamente por los botánicos Cheng-yi Wu, Peter Hamilton Raven & De-yuang Hong y publicado Pekín y San Luis en 25 volúmenes.
La Flora of China es diversa. Contiene más de 30.000 especies de plantas nativas de China, lo que representa casi una octava parte de las especies de plantas totales del mundo, incluyendo miles que no se encuentran en ningún otro lugar en la Tierra.
China, contiene una variedad de tipos de bosques. Ambos tramos en el noreste y noroeste contienen las montañas y los bosques de coníferas de clima frío, que mantienen a las especies animales que incluyen el alce y el oso negro asiático, junto con cerca de 120 tipos de aves. Los húmedos bosques de coníferas pueden tener matorrales de bambú como un sotobosque, sustituido por rododendros en altos hábitats montanos de enebro y tejo. Los bosques subtropicales, que dominan el centro y sur de China, contienen a la asombrosa cantidad de 146 000 especies de flora. La selva tropical y las selvas tropicales de temporada, aunque confinada a Yunnan y Hainan, en realidad contienen un cuarto de todas las plantas y animales de especies que se encuentran en China.